# Лагута, Григорий Григорьевич
Григо́рий Григо́рьевич Лагу́та (латыш. Grigorijs Laguta; род. 9 апреля 1984, село Суходол, Шкотовский район, Приморский край) — российский спидвейный гонщик. Мастер спорта России международного класса. Шестикратный чемпион России в личном зачёте и пятикратный чемпион России в командном зачёте. Чемпион Европы в личном зачете, бронзовый призёр Кубка мира в составе сборной России.

## Семья
Старший брат Александр Лагута — мастер спорта по мотокроссу, младший брат Артём Лагута — чемпион мира по спидвею в 2021 г. Племянники Павел Лагута (сын Александра Лагуты) и Вадим Тарасенко (по материнской линии) — также спидвейные гонщики.

## Карьера

### Клубная карьера
С 9 лет стал заниматься мотокроссом, многократно становился чемпионом Приморского края.. В спидвее — с 2001 года, в составе клуба «Восток».
Первая официальная гонка — 3 этап Личного чемпионата России среди юниоров 2001 г. (15 очков, 1 место в этапе, 5 место в общем зачёте чемпионата).
Сезоны 2001-2003 провел в «Востоке», однако к концу 2003 года гонщика перестали устраивать условия, предлагаемые клубом. Однако гонщик оставался связанным действующим контрактом, и был вынужден пропустить сезон-2004.
Перед сезоном-2005 Григорий Лагута, имея уже подписанный пятилетний контракт с клубом «Приморье», подписал также контракт с «Востоком». «Приморье» не дало согласия на переход гонщика в «Восток», и Лагута, не желая выступать в «Приморье», пропустил также сезон-2005.
В конце 2005 года Совещанием Национальной Лиги Спидвея была установлена сумма компенсации «Приморью» за переход Лагуты в «Восток» в размере 900 тысяч рублей. Однако трансфер Лагуты в «Восток» снова не состоялся, вследствие чего в сезоне-2006 Григорий выступал только в польской лиге — в составе «Спидвей-Центра» (Даугавпилс).
Там же, в Даугавпилсе, спортсмен получил вид на жительство и латвийскую лицензию на выступление в международных соревнованиях.
С 2007 года возобновил выступления в чемпионате России — в СК «Восток», где выступал по 2016 год.
В «Спидвей-Центре» (позже «Локомотиве») гонщик провел 5 сезонов (2006—2010), из них первые 2 сезона во 2ПЛ, оставшиеся три — в 1ПЛ. В 2011-2014 гг. защищал цвета клуба Экстралиги — «Влукняж» из Ченстоховы. В 2013-2014 гг. ченстоховский клуб сталкивался с финансовыми проблемами, и в итоге после сезона-2014 вылетел в первую лигу. Григорий Лагута перед сезоном 2015 г. перешёл в другой клуб Экстралиги — "Торунь", в 2016 г. — в "Рыбник".
После допинг-теста, проведенного 11 июня 2017 года после матча польской Экстралиги, в крови спортсмена был обнаружен мельдоний, что повлекло за собой временное отстранение от гонок. 12 сентября 2017 г. решением польского антидопингового агентства (POLADA) Григорий Лагута был дисквалифицирован на два года за использование допинга. 
В 2019 году вернулся в польскую лигу (после конфликта с руководством "Рыбника" перешёл в клуб "Люблин") и в клуб "Восток" (на один сезон).
В 2022 году в связи с разрывом польскими клубами контрактов с российскими гонщиками снова вернулся в "Восток".

### Карьера в сборной России
Несмотря на то, что Григорий Лагута является одним из сильнейших гонщиков России (5 раз побеждал в личном чемпионате страны), по ряду причин пропустил ряд розыгрышей Кубка мира среди национальных сборных: в 2011 г. не принимал участия в полуфинале Кубка мира из-за проблем с британской визой; в 2013 г. отказался от участия по финансовым причинам, в 2014 г. не участвовал из-за травмы, в 2015 г. — из-за поломки автобуса по пути на соревнования, в 2017 г. пропустил рейс-офф и финал из-за допинговой дисквалификации. Вместе с тем в составе сборной России стал бронзовым призером Кубка мира в 2012 году.

### Среднезаездный результат
| Лига          | 2001           | 2002           | 2003           | 2004           | 2005           | 2006            | 2007            | 2008             | 2009            | 2010            | 2011           |
| ------------- | -------------- | -------------- | -------------- | -------------- | -------------- | --------------- | --------------- | ---------------- | --------------- | --------------- | -------------- |
| Флаг России   | 0,813 Восток   | 1,885 Восток   | 2,000 Восток   | -              | -              | -               | 2,39 Восток     | 2,591 Восток     | 2,667 Восток    | 2,865 Восток    | 2,721 Восток   |
| (E)           | -              | -              | -              | -              | -              | -               | -               | -                | -               | -               | 2,129 Влукняж  |
| (I)           | -              | -              | -              | -              | -              | -               | -               | 2,124 Локомотив  | 2,400 Локомотив | 2,372 Локомотив | -              |
| (II)          | -              | -              | -              | -              | -              | 2,361 Локомотив | 2,614 Локомотив | -                | -               | -               | -              |
| Флаг Украины  | -              | -              | -              | -              | -              | -               | 3,000 Шахтёр    | -                | -               | -               | -              |
| (E)           | -              | -              | -              | -              | -              | -               | -               | 1,591 Вастервик  | 1,759 Вастервик | 1,659 Валсарна  | 2,071 Валсарна |
| Лига          | 2012           | 2013           | 2014           | 2015           | 2016           | 2017            | 2018            | 2019             | 2020            | 2021            | 2022           |
| Флаг России   | 2,591 Восток   | 2,821 Восток   | 3,000 Восток   | 2,846 Восток   | 2,848 Восток   | -               | -               | 2,706 Восток     | -               | -               | 2,944 Восток   |
| (E)           | 2,163 Влукняж  | 2,214 Влукняж  | 2,500 Влукняж  | 1,867 Торунь   | 2,214 Рыбник   | 1,946 Рыбник    | -               | 2,167 Люблин     | 2,157 Люблин    | 1,857 Люблин    | -              |
| (E)           | 1,600 Валсарна | 2,325 Смедерна | 1,903 Смедерна | 1,962 Смедерна | 1,933 Смедерна | 1,742 Смедерна  | -               | -                | -               | 2,367 Смедерна  | -              |
| Флаг Германии | -              | -              | -              | -              | -              | -               | -               | 2,800 Штральзунд | -               | -               | -              |

## Достижения
| - Чемпионат России по спидвею среди юниоров: в командном зачёте — 2 место (2003) - Чемпионат России по спидвею в личном зачёте — 3 место (2008), 2 место (2010, 2019), 1 место (2012, 2013, 2014, 2016, 2022) в командном зачёте — 1 место (2010, 2015, 2016, 2019, 2022), 2 место (2008, 2009, 2011, 2013, 2014), 3 место (2003, 2007, 2012) - Личный чемпионат Латвии по спидвею — 3 место (2007), 1 место (2008, 2010, 2011, 2014) (личные, Даугавпилс) - «Большой Владивосток» — 1 место (2001, 2005, 2007), 2 место (2003, 2008) (личные, Владивосток) - Кубок Угольной компании — 3 место (в паре с Ренатом Гафуровым, 2011, Рыбник) - Eurosport Speedway Best Pairs — 2 место (в паре с Эмилем Сайфутдиновым и Артёмом Лагутой в составе сборной России, 2013, Торунь) - Кубок Президента Ченстоховы — 1 место (2013, личные, Ченстохова) - Командный Кубок Fair Play (Зелёна-Гура - Ченстохова) — 2 место (2013) - Турнир Гербовой цепи (Острув-Велькопольски) — 1 место (2014) - Личный чемпионат Экстралиги (Польша) — 1 место (2015), 2 место (2016) | На международных соревнованиях Юниорские соревнования ЛЧЕЮ — 2 место в полуфинале (2002) КЧЕЮ — не участвовал ЛЧМЮ — не участвовал КЧМЮ — не участвовал Взрослые соревнования ЛЧЕ — 4 место в 1/4 (2006, за Латвию), 1 место (2011) , 12 место (2012, принял участие лишь в 1 из 4 этапов, заняв там 1 место), 3 место (2013, 2020) , 12 место (2014, принял участие лишь в 1 из 4 этапов, заняв там 1 место), 6 место (2015), 4 место (2016, принял участие в 3 из 4 этапов), 18 место (2017, принял участие в 1 из 4 этапов), 2 место (2019) ПЧЕ — 6 место (2016), 2 место (2009, 2015) , 1 место (2019) КЕЧ — 4 место (2006, за «Спидвей-Центр»), 2 место в полуфинале (2007, за «Локомотив»), 4 место (2008, за «Локомотив», принимал участие только в полуфинале — 2 место), 1 место (2011, за "Восток) ККМ — 6 место (2008, 2010), 4 место (2009), 5 место (2011), 3 место (2012) , 6 место (2016), 3 место (2017, участие только в полуфинале) ЛЧМ — 32 место (2006), 20 место (2007), 24 место (2008), 20 место (2009). Гран-При Челлендж 2011 — 11 место Гран-При Челлендж 2018 — 12 место в ½ финала Гран-При Челлендж 2021 — 9 место Гран-При Челлендж 2022 — 6 место в ½ финала |  |

### Участие в серии Гран-При
Григорий Лагута четырежды принимал участие в Гран-При по спидвею, каждый раз в Гран-При Латвии, проводившемся в Даугавпилсе: в 2006 году — в качестве резерва трека, в 2007—2009 гг. — по дикой карте.

#### Мировая серия Гран-При
| Сезон | Номер | 1     | 2     | 3     | 4     | 5     | 6     | 7     | 8     | 9     | 10    | 11    | Место | Очки |
| ----- | ----- | ----- | ----- | ----- | ----- | ----- | ----- | ----- | ----- | ----- | ----- | ----- | ----- | ---- |
| 2006  | R     | SLO — | EUR — | SWE — | GBR — | DNK — | ITA — | SCA — | CZE — | LVA 0 | POL — |       | 32    | 0    |
| 2007  | WC    | ITA — | EUR — | SWE — | DNK — | GBR — | CZE — | SCA — | LVA 8 | POL — | SLO — | GER — | 20    | 8    |
| 2008  | WC    | SLO — | EUR — | SWE — | DNK — | GBR — | CZE — | SCA — | LVA 2 | POL — | ITA — | FIN — | 24    | 2    |
| 2009  | WC    | CZE — | EUR — | SWE — | DNK — | GBR — | LVA 6 | SCA — | NOR — | SVN — | ITA — | POL — | 20    | 6    |

## Мотогонки на льду и ледогарь
Григорий Лагута также принимает участие в соревнованиях по мотогонкам на льду.
Достижения: победа в Личном первенстве Уссурийска (2008), победа в турнире — завершении сезона Приморья в Дальнегорске (2008), 2 место в первенстве Комсомольска-на-Амуре (2009), 2 место в Первенстве Приморского края (2010).
В 2006 году занял 5 место в чемпионате страны, выступая в составе СК «Восток» вместе с Денисом Сайфутдиновым и Николаем Каминским.
В 2007 году по латвийской лицензии был заявлен к участию в личному чемпионату мира по мотогонкам на льду, однако был отстранен FIM.
В 2008 году принимал участие в отборочных соревнованиях к ЛЧМ по мотогонкам на льду, также по латвийской лицензии, заняв 6 место в квалификации и став запасным цикла Гран-При.
Победитель первенства Владивостока по ледогари — 2010.